# Hörster Egge
Die Hörster Egge ist eine bis zu 206 m hohe Anhöhe südlich von Billinghausen, einem Ortsteil der Stadt Lage im Kreis Lippe in Nordrhein-Westfalen. Der namensgebende Ort Hörste, ebenfalls ein Ortsteil von Lage, liegt südlich der Hörster Egge. Die Anhöhe befindet sich auf einem langgezogenen, dem Teutoburger Wald nördlich vorgelagerten, Muschelkalkrücken. Hier befindet sich das ca. 53,7 ha große Landschaftsschutzgebiet Hörster Egge. Zwischen der Hörster Egge und der Münterburg entspringt der Hörster Bach, am Nordhang entspringt der Gruttbach.
In der näheren Umgebung befinden sich eine Reihe von Hügelgräbern, die als Bodendenkmal unter Schutz stehen.